# Manuel Oms i de Prat
Manuel Oms i de Prat (Manresa, 1834-1907) va ser un manresà destacat pel fet de ser el principal promotor de la Caixa d'Estalvis de Manresa. Era advocat i jutge, periodista, director de El Manresano i també va ser dos cops alcalde de Manresa (1874-77, 1884-86). Cal destacar, alhora, que va ser fundador del Teatre Conservatori, membre de la Junta de la Séquia de Manresa i de la Junta d'Aigües Potables de la ciutat.
Des del primer dia i fins a la seva mort, va ser l'administrador de la Caixa Manresa; a la primera junta de govern ostentà el càrrec de vocal, i més endavant en va ser director vicepresident i president. El març de 1870, Caixa Manresa va ser traslladada al carrer de Sobrerroca, 34, entresol. Era la casa del mateix Manuel Oms i de Prat, on l'advocat tenia un despatx de corredor d'assegurances. Oms el va convertir en l'oficina de la Caixa, sense cobrar-ne lloguer, durant 43 anys.